# El Paso (Texas)
El Paso ist die sechstgrößte Stadt in Texas und der Verwaltungssitz des gleichnamigen El Paso County. In der Statistik des US Census Bureau steht El Paso in der Liste der US-amerikanischen Großstädte an 19. Stelle. Die Handels-, Universitäts- und Garnisonsstadt im äußersten Westen von Texas an der Grenze zu New Mexico und Mexiko hatte zum Zeitpunkt der Volkszählung 2020 678.815  Einwohner.
Mit umliegenden Gemeinden und ihrer am südlichen Ufer des Rio Grande gelegenen mexikanischen Schwesterstadt Ciudad Juárez mit ihren rund 1,3 Mio. Einwohnern bildet sie einen Metropolkomplex von etwa 2,0 Mio. Einwohnern.
El Paso ist Sitz des Bistums El Paso.

## Geografie

### Lage
El Paso liegt 1078 km nordwestlich von Houston, 909 km südwestlich von Dallas und 1142 km südlich von Denver an den südlichsten Ausläufern der Rocky Mountains – den Franklin Mountains. Die Stadt liegt im westlichsten Zipfel von Texas und somit an den Grenzen zu Mexiko und zum US-Bundesstaat New Mexico. Der Rio Grande umfließt El Paso aus Nordnordwest kommend an Süd- und Südostseite und bildet hier und im weiteren Verlauf die Grenze zwischen den Vereinigten Staaten und dem mexikanischen Bundesstaat Chihuahua.

### Klima
Durch die Lage inmitten der Chihuahua-Wüste mit heißem, trockenem Klima genießt El Paso heiße Sommer mit geringen Niederschlägen und milde Winter. Die Höchsttemperaturen erreichen in der Hochsommerperiode im Juni und Juli Werte um 40 °C. Die historische Höchsttemperatur wurde 1995 mit 45,5 °C erreicht.
Von Juli bis September kennt die Stadt eine anhaltende Wetterperiode, in der durch öfter auftretende teils heftige Sommergewitter signifikante Regenmengen fallen können. Das ist auch die Zeit, in der die Stadt den Großteil ihrer jährlichen durchschnittlichen Niederschlagsmenge von rund 220 mm verzeichnet.
Die Winterperiode ist relativ mild mit Temperaturen, die nur selten unter den Gefrierpunkt fallen. Schnee ist selten zu beobachten, trotzdem wurden in der Vergangenheit schon ergiebige Schneefälle verzeichnet, was in der Regel zu teilweise erheblichen Behinderungen in der Stadt führt.
Von den hohen Temperaturen im Sommer abgesehen sind extreme Wetterphänomene wie zum Beispiel Tornados in der Gegend nahezu unbekannt. El Paso wird bei starken Regenfällen jedoch gelegentlich von lokalen Überschwemmungen einzelner Stadtteile betroffen. Hier wurde durch Bau entsprechender Regenwasserrückhaltebecken und Drainagekanäle Abhilfe geschaffen. Durch die wüstenähnlichen Verhältnisse (karge Bodenbedeckung mit kurzem Strauchbewuchs, Wassermangel durch wenig Niederschlag) außerhalb der besiedelten Bereiche kommt es bei höheren Windgeschwindigkeiten leicht zu vereinzelten Staub- und Sandstürmen.
Insgesamt gesehen wird das Klima El Pasos von Bevölkerung und Besuchern überwiegend als angenehm betrachtet. Über das Jahr verzeichnet die Stadt durchschnittlich 302 Sonnentage, woraus El Paso seinen Beinamen „Sun City“ bezieht.
|                       | Jan  | Feb  | Mär  | Apr  | Mai  | Jun  | Jul  | Aug  | Sep  | Okt  | Nov  | Dez  |   |       |
| Mittl. Tagesmax. (°C) | 13,4 | 16,8 | 21,1 | 25,9 | 30,6 | 35,8 | 35,6 | 34,2 | 30,6 | 25,8 | 19,1 | 14,2 | ⌀ | 25,3  |
| Mittl. Tagesmin. (°C) | −1,4 | 1,1  | 4,6  | 8,9  | 13,6 | 17,9 | 20,2 | 19,2 | 16,4 | 9,8  | 3,6  | −0,7 | ⌀ | 9,5   |
|                       |      |      |      |      |      |      |      |      |      |      |      |      |   |       |
| Niederschlag (mm)     | 10,2 | 10,4 | 7,4  | 5,1  | 6,4  | 17,0 | 39,1 | 40,1 | 43,2 | 19,3 | 11,2 | 14,5 | Σ | 223,9 |
|                       |      |      |      |      |      |      |      |      |      |      |      |      |   |       |
| Sonnenstunden (h/d)   | 8,2  | 9,3  | 10,5 | 11,6 | 12,4 | 12,8 | 11,6 | 10,8 | 10,1 | 9,6  | 8,6  | 7,9  | ⌀ | 10,3  |
|                       |      |      |      |      |      |      |      |      |      |      |      |      |   |       |
| Regentage (d)         | 2,8  | 2,0  | 1,5  | 0,9  | 1,3  | 2,1  | 5,3  | 5,8  | 4,6  | 3,0  | 2,3  | 2,9  | Σ | 34,5  |
|                       |      |      |      |      |      |      |      |      |      |      |      |      |   |       |
| Luftfeuchtigkeit (%)  | 51   | 42   | 32   | 27   | 27   | 30   | 44   | 48   | 51   | 47   | 46   | 52   | ⌀ | 41,4  |

| −1,4 |

| 1,1 |

| 4,6 |

| 8,9 |

| 13,6 |

| 17,9 |

| 20,2 |

| 19,2 |

| 16,4 |

| 9,8 |

| 3,6 |

| −0,7 |

| −1,4 |

| 1,1 |

| 4,6 |

| 8,9 |

| 13,6 |

| 17,9 |

| 20,2 |

| 19,2 |

| 16,4 |

| 9,8 |

| 3,6 |

| −0,7 |

## Bevölkerung
Mit über 70 % stellen die Hispanics den größten Anteil der Bevölkerung El Pasos. Wie in weiten Teilen des Südwestens der Vereinigten Staaten (und Florida) stellt somit eine USA-weite ethnische Minderheit hier die Mehrheit der Bevölkerung. In weiten Bereichen von Wirtschaft und Verwaltung ist Zweisprachigkeit wichtiges Einstellungskriterium.
Die Stadt erlebt derzeit aufgrund der wirtschaftlichen Entwicklung, seiner Lage als Knotenpunkt für Waren- und Personenverkehr an der Grenze zu Mexiko und dem Ausbau des Militärstandorts Fort Bliss und Biggs Army Airfield einen rasanten Anstieg der Bevölkerung.
¹ bis 2010: Volkszählungsergebnisse

## Geschichte

### Frühe Epoche und spanische Besiedlung
Archäologische Funde im Gebiet des heutigen El Paso deuten auf eine bereits seit Tausenden von Jahren bestehende Besiedlung der Gegend hin. Die ersten spanischen Entdecker fanden in der Region Siedlungen einheimischer Indianerstämme vor. Mit der Zeit assimilierten sich diese mit den neuen Siedlern oder vereinigten sich mit den nomadisierenden Apachen-Stämmen des Umlands. In der heutigen Bevölkerung sind diese Ursprünge in der Mestizen-Bevölkerung des Südwestens der Vereinigten Staaten sowie Mexikos wiederzufinden.
In den späten 1650er Jahren bauten spanische Missionare die Mission „Nuestra Señora de Guadalupe“ am Südufer des Rio Bravo del Norte (jetzt der Rio Grande) ungefähr an der Stelle, wo das heutige Ciudad Juárez liegt. Sie besteht bis heute im Zentrum des modernen Ciudad Juárez. 1659 gründeten spanische Eroberer an dieser Stelle den Ort El Paso del Norte (spanisch: Der Pass des Nordens). Zu beiden Seiten des Flusses erstreckte sich damals eine fruchtbare Grassteppe und die Landwirtschaft brachte für die dortigen Siedler ergiebige Ernten von Obst, Gemüse und sogar Wein. Handels- und Besiedelungsversuche nach Norden jenseits des Flusses scheiterten oftmals am Widerstand der dortigen Stämme. Der Fluss bot jedoch im Gegenzug einen guten Schutz gegen Überfälle seitens der Indianer.
Relativ abgelegen war die Gegend um El Paso del Norte selten das Ziel von Reisenden aus dem Inneren Mexikos. Lediglich Kaufleute und offizielle Gesandte der Regierung machten sich auf die oft mehrmonatige Reise von Mexiko-Stadt aus. Trotzdem stellte die frühe Siedlung einen wichtigen Außenposten am Rio Bravo dar. Von Mexiko-Stadt aus führte El Camino Real de Tierra Adentro (die „königliche Straße“) über El Paso del Norte bis nach Santa Fe in den nördlichen Teil der mexikanischen Provinz Nuevo México (den heutigen US-Bundesstaat New Mexico).
Durch eine Revolte der indianischen Stämme im Jahre 1680 wurden die spanischen Kolonien im Norden der Provincia Nuevo México erheblich dezimiert. In der Folge wurde El Paso del Norte zum Angelpunkt der spanischen Herrschaft über das Territorium nördlich des Rio Bravo. Von hier aus setzte sich die spanische Siedlungsbewegung unter Diego de Vargas erneut in Marsch. Im gleichen Jahr gründeten spanische Franziskaner die noch heute bestehende Ysleta-Mission im Siedlungsgebiet der Tigua-Indianer. Diese Siedlung stellt somit möglicherweise Texas’ älteste Siedlung dar und ist die Keimzelle des heutigen modernen El Paso.

### Unabhängigkeit Mexikos von Spanien, amerikanisch-mexikanischer Krieg
Von Norden her hatte es zwar bereits seit 1804 amerikanische Landvermesser, Händler und Trapper in die Gegend gezogen, jedoch kam es dort erst nach dem Mexikanisch-Amerikanischen Krieg von 1849 zu nennenswerten und dauerhaften Besiedlungen.
Obwohl es kaum zu größeren Kampfhandlungen im Zuge des Krieges kam, wirkte sich die Lage doch auf die Siedlung und die landwirtschaftliche Produktion aus. Eine größere Verschiebung des Verlaufs des Rio Bravo führte zur Verlagerung der Siedlungen Ysleta, Socorro und San Elizario auf die US-amerikanische Seite des Flusses.
Die beherrschende Position, die die Kaufleute des mexikanischen Staates Chihuahua über die Provinz Nuevo México errungen hatten, sorgte bei der Erstellung der mexikanischen Verfassung von 1824 dafür, dass El Paso del Norte nach 200 Jahren der Zugehörigkeit zu dieser Provinz dem mexikanischen Staat Chihuahua angegliedert wurde. Die Einwohner der Stadt führten ein Jahr später (1825) ihre ersten Gemeindewahlen durch – die erste Schule wurde im Jahr 1829 eröffnet.

### Die Revolution in Texas
Die Revolution in Texas von 1836 hatte für die Gegend keine Bedeutung; bis zum Jahr 1848 wurde sie nicht als Teil des Staates Texas angesehen. Angesichts der unklaren Ansprüche der Republik Texas auf Teile des Santa Fe-Handels sorgte der Vertrag von Guadalupe Hidalgo dafür, dass die bisherigen Siedlungen auf der Nordseite des Flusses unter amerikanische Hoheit kamen und somit deren Trennung vom bisherigen El Paso del Norte auf der mexikanischen Seite vollzogen wurde.

### Beginn der amerikanischen Herrschaft und die Gründung der Stadt

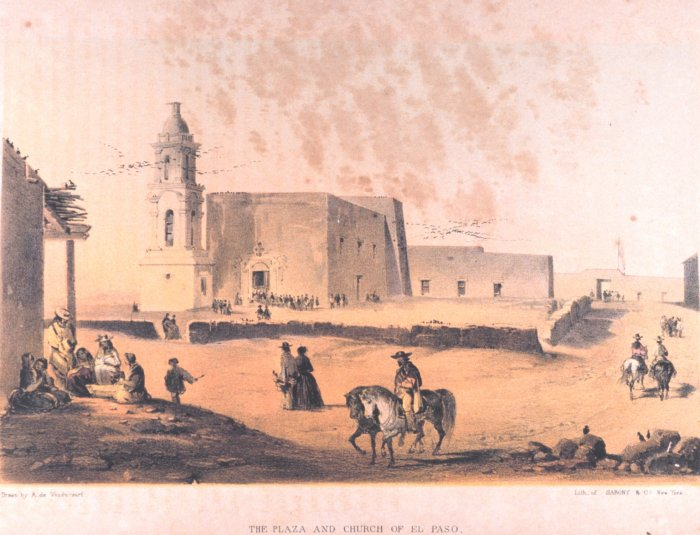
Illustration aus den 1850er Jahren

Die Postkutschen- und Postreiterlinie Butterfield Overland Mail dehnte ihren Dienst im Jahr 1858 in die Gegend aus. Eine Siedlung auf Coons' Ranch mit dem Namen Franklin wurde zur Keimzelle des heutigen El Paso (Texas). Ein Jahr später vollendete der Landentwickler und General Anson Mills seinen Bebauungsplan für die Stadt El Paso – und wählte somit einen Namen für die Ortschaft, der fast 40 Jahre lang zu andauernden Missverständnissen und Verwechslungen mit der gleichnamigen Stadt am Südufer des Flusses führte. Dieser Missstand fand erst 1888 ein Ende, als „El Paso del Norte“ seinen Namen in „Ciudad Juárez“ änderte.

### Einrichtung des Armeepostens Fort Bliss
Hauptartikel siehe Fort Bliss
Mehrere wichtige Entwicklungen beeinflussten nach 1850 das Gebiet nördlich des Rio Bravo. Im März 1850 wurde das El Paso County an seinem ersten Sitz in Elizario eingerichtet. Der US-Senat legte unter weitgehender Missachtung historischer und topographischer Fakten den 32. Breitengrad als Grenze zwischen Texas und New Mexico fest. Im Jahr 1854 wurde ein Militärlager mit dem Namen „The Post opposite El Paso“ (Das Lager gegenüber von El Paso; gemeint als: auf der anderen Flussseite gegenüber von El Paso del Norte) eingerichtet. Während des Bürgerkriegs spalteten sich die meisten Südstaaten – darunter auch Texas – vom Rest der Union ab und gründeten 1861 die Konföderierten Staaten von Amerika. Fort Bliss, wie der Armeeposten nunmehr hieß, und die anderen Garnisonen der konföderierten Armee entlang des Rio Grande waren wichtige Stützpunkte der Südstaaten, um den Anspruch auf das Territorium von New Mexico zu sichern. Diese Ziele der Südstaaten fanden unter den Einwohnern El Pasos große Unterstützung. Nach Ende des Bürgerkrieges 1865 begann die Einwohnerzahl zu wachsen. Der Sitz von El Paso County wechselte im Jahr 1877 von Elizario nach Ysleta in die unmittelbare Nachbarschaft El Pasos.

### Der Wilde Westen und die Eisenbahn
Als 1881 durch den Bau von Eisenbahnstrecken, unter anderem durch die Gesellschaften Southern Pacific Railroad, Texas Railroad und Santa Fe Railroad, der bisher kleine Flecken am Rio Grande Anschluss an die größeren Städte fand, begann El Paso zu wachsen und erreichte zur Volkszählung 1890 die Zahl von 10.000 Einwohnern. Das fruchtbare grüne Flusstal und das ganzjährig angenehme Klima der Stadt zog schnell viele Neuankömmlinge an, darunter Cowboys, Priester, chinesische Eisenbahnarbeiter und Kleinunternehmer, aber auch Glücksspieler, Revolverhelden, Diebe, Mörder, Ganoven und Prostituierte. Während der folgenden Phase des „Wilden Westens“ bekam El Paso wegen seiner Abgelegenheit und Gesetzlosigkeit den bezeichnenden und zweifelhaften Spitznamen „Six Shooter Capital“ (Revolver-Hauptstadt) verliehen.

### El Paso wird Sitz von El Paso County
Im Jahr 1883 wurde der Sitz des El Paso County endgültig von Ysleta nach El Paso verlegt, wo er auch heute noch ist. Diese Entscheidung fiel auf zweifelhafte Weise, als bei einer dubiosen Volksabstimmung mehr als dreimal so viele Stimmzettel in den Urnen lagen als Wahlberechtigte registriert waren. Trotzdem wurde die Abstimmung als gültig bewertet und die Wahlzettel wurden ausgezählt.
Prostitution und Glücksspiel florierten weiter in der Stadt, bis zu Beginn des 1. Weltkriegs auf Druck der US-Armee die lokalen Behörden dem Treiben ein Ende bereiteten. Die Maßnahmen führten zur Verlagerung dieser unerwünschten Gewerbe in das benachbarte Ciudad Juárez, was den Bars und Vergnügungsbetrieben auf der mexikanischen Südseite, besonders während der späteren Zeit der Alkohol-Prohibition, erkleckliche Umsätze brachte.

### DieGoldenen zwanziger Jahre
Die Goldenen Zwanziger brachten weiteren Aufschwung für die Stadt. Der Gründer des Hilton Hotel-Imperiums, Conrad Hilton, baute 1930 sein erstes Hotel in El Paso, das heutige Plaza Hotel. Mehrere Großunternehmer setzten die Eckpfeiler für die langanhaltende gute wirtschaftliche Entwicklung der Stadt.

### Die Ära nach dem Zweiten Weltkrieg
Nach dem Ende des Zweiten Weltkriegs schaffte die US-Armee die eroberten Konstruktionsunterlagen und Teile des deutschen Raketenprogramms zusammen mit den Raketenkonstrukteuren um Wernher von Braun zuerst nach El Paso, um sie dann weiter nach Huntsville im Bundesstaat Alabama zu bringen, wo sie die Arbeiten am US-amerikanischen Raketen- und Raumfahrtprogramm entscheidend vorantreiben sollten. Im Raketenmuseum von Fort Bliss ist heute neben vielen weiteren Exponaten eine V2-Rakete ausgestellt.

### Der Chamizal-Vertrag über die Grenzregelung
Im Jahr 1963 schlossen die Vereinigten Staaten und Mexiko ein Grenzabkommen, den sogenannten Chamizal-Vertrag, in dem ein lange Zeit aufgrund von Verlaufsänderungen des Rio Grande umstrittenes Gebiet El Pasos an Mexiko abgetreten wurde. Das Flussbett des Rio Grande wurde befestigt und die Mitte des Flusses im weiteren Verlauf als Grenze zwischen den Vereinigten Staaten und Mexiko festgeschrieben. Eine früher vom Rio Grande geformte Insel wurde neu erschlossen und das von der Grenzregelung betroffene Areal zum Nationalpark erklärt. Heute ist das Gelände auf der Nordseite einer der größten Parks von El Paso; der auf mexikanischer Seite auf dem Gebiet von Ciudad Juárez gelegene Teil trägt den Namen Chamizal Park.

### Weitere Entwicklung bis in die 1980er Jahre
Bis in die 1980er Jahre hinein entwickelte sich El Paso in einem rasanten Tempo. Fort Bliss verlor seine ehemalige Stellung als Grenzposten und entwickelte sich zu einem der großen Militärzentren des Kalten Kriegs. Das brachte Tausende von Soldaten, Zivilbedienstete, Familienangehörige und Armee-Pensionäre in die Stadt.
Zu den beherrschenden Industriebetrieben gehörten eine Kupferhütte (ASARCO), mehrere Erdölraffinerien sowie zahlreiche Niedriglohnbetriebe, zum Beispiel in der Textilverarbeitung, was speziell zur Einwanderung von Tausenden mexikanischer Arbeitern führte. El Paso vergrößerte sich durch Bau neuer Stadtteile, speziell im Nordwesten, Norden und im Osten der alten Kernstadt.

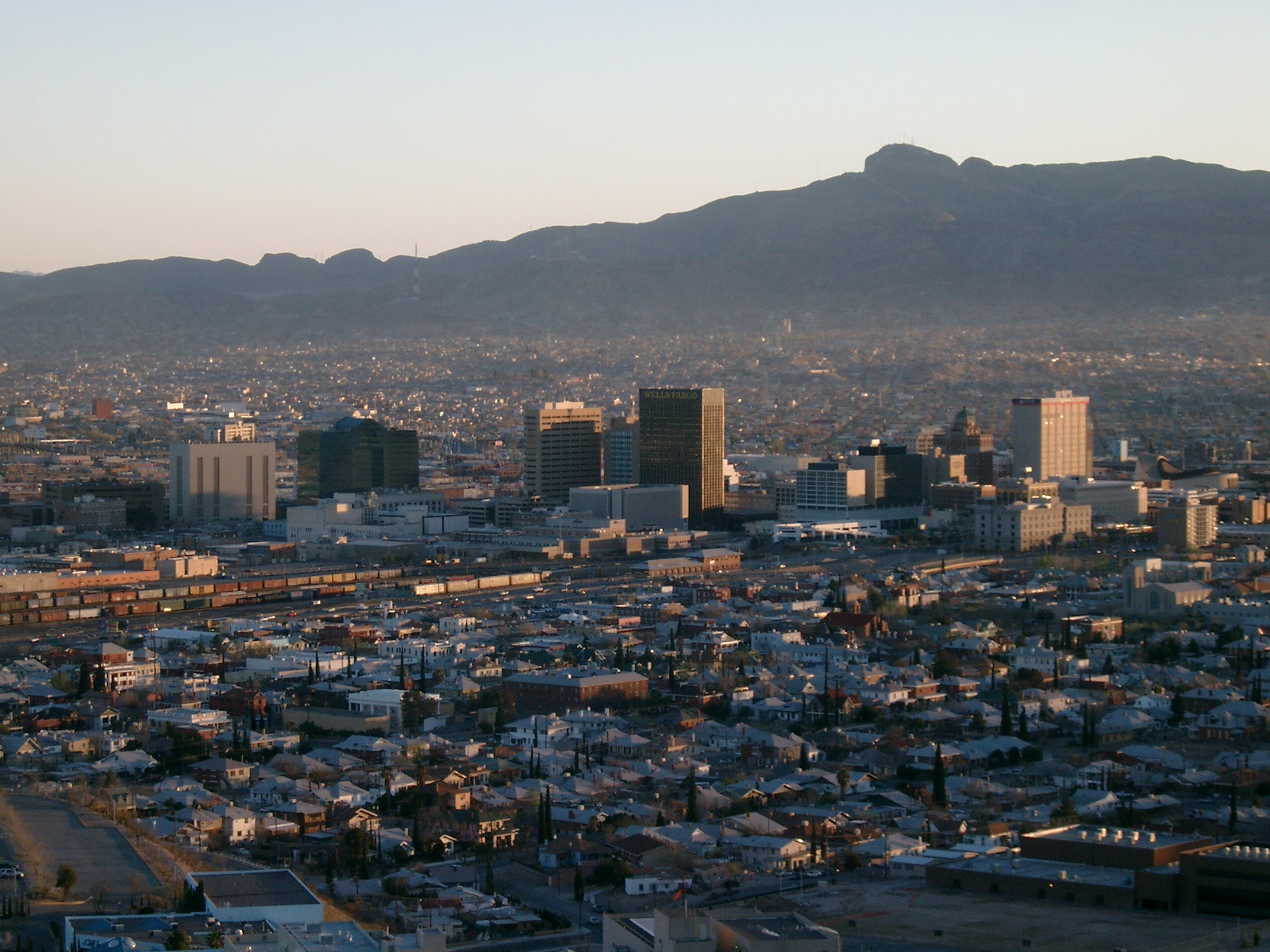
El Paso, vom Scenic Drive aus gesehen (im Hintergrund das mexikanische Ciudad Juárez)

### Die wirtschaftliche Rezession der 1990er Jahre und der neue Aufschwung heute
Seit 1990 machte die Stadt eine negative wirtschaftliche Entwicklung durch. Ursachen dafür waren vor allem die tatsächliche oder angedrohte Abwanderung von Unternehmen in Niedriglohnländer, die Schließung der Kupferhütte aufgrund fallender Weltmarktpreise und steigender Umweltbelastungen durch Bleiemissionen im Umland. Die Einführung der nordamerikanischen Freihandelszone NAFTA im Jahr 1994 führte trotz Wachstums in den Bereichen Transport, Einzelhandel und im Dienstleistungssektor zu weiteren Verlusten von Arbeitsplätzen. Die Wirtschaft der Stadt reagiert traditionell empfindlich auf Änderungen in der Wirtschaft Mexikos und hängt stark vom gemeinsamen grenzüberschreitenden Verkehr ab. Weitere Gründe waren die Abwertung des mexikanischen Peso von 1994 und die verschärften Grenzkontrollen nach dem 11. September 2001.
Derzeit erlebt El Paso einen erneuten Aufschwung. Zahlreiche Baumaßnahmen in der Stadt, darunter bedeutende Straßenbauprojekte, die Erweiterung von Fort Bliss und von Biggs Army Airfield sorgen derzeit für eine Belebung der lokalen Wirtschaftskraft. Die bevorstehende Vergrößerung beider Militärkomplexe wird darüber hinaus einen bedeutenden Zuwachs der Bevölkerung bringen, die Bedeutung für die lokale Wirtschaft daraus wird auf eine dreistellige Millionenhöhe pro Jahr geschätzt.
Beim Anschlag in El Paso Anfang August 2019 verübte ein mutmaßlich rassistisch motivierter Attentäter einen Terroranschlag auf ein Einkaufszentrum in der Stadt, bei dem er 22 Menschen erschoss und 26 verletzte.
51 Bauwerke und Stätten der Stadt sind im National Register of Historic Places (NRHP) eingetragen (Stand 7. März 2020).

## Wirtschaft und Infrastruktur

### Wirtschaft
Die Metropolregion von El Paso erbrachte 2016 ein Bruttoinlandsprodukt von 43,9 Milliarden US-Dollar und belegte damit Platz 90 unter den Großräumen der USA. Die Arbeitslosenrate in der Metropolregion betrug 4,1 Prozent und liegt damit leicht über dem nationalen Durchschnitt von 3,8 Prozent (Stand: März 2018).
In El Paso betreiben mehr als 70 im Fortune 500 gelistete Unternehmen Niederlassungen, darunter Hoover, Eureka, Boeing und der Autozulieferer Delphi. Als bedeutender Rüstungsbetrieb ist der Raytheon-Konzern zu nennen; er entwickelt vor allem Raketensysteme für die US-Army. El Paso ist der Hauptsitz von Western Refining, die eine auf der New York Stock Exchange zugelassene Erdölraffinerie ist.
El Paso ist ein bedeutender Grenzübergangspunkt im Waren-, Personen- und Dienstleistungsverkehr zwischen den Vereinigten Staaten und Mexiko. Als ehemaliger Standort der kupfererzeugenden Industrie steht die Stadt heute wirtschaftlich auf mehreren Standbeinen. Dazu zählen neben der verbliebenen Erdölverarbeitung durch Raffinerien vor allem die Kunststofferzeugung, die Textil-, Rüstungs- und Elektronikindustrie sowie die Landwirtschaft. In den fruchtbaren Niederungen des Upper Valley und Lower Valley entlang des Rio Grande gedeihen Obst, Gemüse sowie Baumwolle und ausgedehnte Nussbaumplantagen. Die Milch- und Fleischproduktion stellt einen weiteren wesentlichen Faktor der lokalen Landwirtschaft dar.
Die größten Arbeitgeber der Stadt
1. El Paso Independent School District 8.663
2. Fort Bliss (zivile Arbeitnehmer) 6.803
3. Ysleta Independent School District 6.500
4. Stadt von El Paso 6.264
5. University of Texas at El Paso 4.871
6. Socorro Independent School District 3.995
7. Sierra Providence Health Network 3.761
8. El Paso Community College 3.728
9. Walmart 3.706
10. El Paso County 2.700
11. Las Palmas and Del Sol Regional Health Care System 2.244
12. EchoStar 2.012

### Verkehr
Die Stadt ist durch die in West-Ost-Richtung führende wichtige Interstate 10 (Los Angeles–New Orleans–Jacksonville (Florida)), die zum Teil nahe der Grenze zu Mexiko verläuft, und die im Norden über Las Cruces (New Mexico) nach Buffalo (Wyoming) gehende Interstate 25 verkehrstechnisch günstig an das Highwaynetz der USA angeschlossen.
El Paso ist über mehrere Strecken als Eisenbahnknoten mit dem Schienennetz verbunden, wodurch der Güterverkehr die Stadt als wichtigen Umschlagplatz nutzt. Der Personenverkehr auf der Schiene spielt hingegen nur eine untergeordnete Rolle.
Die Schwesterstadt Ciudad Juárez in Mexiko kann über drei Straßenübergänge und einen Schienenübergang erreicht werden. Über die Straßenbrücken wird der für die Wirtschaft der beiden Städte sehr wichtige Fußgängerverkehr abgewickelt.
Mit dem El Paso International Airport besitzt die Stadt einen für den Südwesten der USA bedeutenden Verkehrsflughafen. Einige der größeren US-Airlines fliegen El Paso an, darunter Southwest Airlines, Delta Air Lines und Continental Airlines. Darüber hinaus nutzt Federal Express (FedEx) den Flughafen als Luftfrachtzentrum.
Der direkt nördlich des Flughafens gelegene Militärflugplatz Biggs Army Airfield verfügt mit 4131 m über eine der längsten Start- und Landebahnen der gesamten USA.
Seit 9. November 2018 verkehrt wieder eine Straßenbahn in El Paso.

### Bildungswesen
Das Schulwesen in El Paso steht unter der Aufsicht von drei Schul-Distrikten, die zahlreiche Grund- und Mittelschulen sowie Highschools betreiben.
Mit etwa 20.000 Studenten, darunter 72 % Hispanics, ist die University of Texas at El Paso (UTEP) die Universität mit der USA-weit größten mexikanisch-amerikanischen Studentenschaft. Sie besitzt damit weit über die Grenzen El Pasos hinaus große Bedeutung für die Erlangung eines Universitätsabschlusses für die Hispanics des Südwestens der Vereinigten Staaten. Schwerpunkte im Bildungsangebot bei UTEP sind Ingenieur- und Wirtschaftswissenschaften, bildende Kunst, Gesundheitspflege und Erziehungswissenschaften. Der Texas Tech University Health Sciences Center El Paso Campus ist eine Abteilung von dem Texas Tech University Health Sciences Center, gegründet im 1969.
Das El Paso Community College bietet zahlreiche berufsbildende Abschlüsse.

### Militärstandort
Fort Bliss
Fort Bliss ist mit seiner Air Defence Artillery School und dem dazugehörigen Truppenübungsplatz mit einer Größe von 440.000 ha das größte Luftverteidigungszentrum der Welt. Insgesamt sind in dem weitläufigen Kasernengelände, das im Nordosten an die Stadt El Paso angrenzt und die Größe einer Kleinstadt erreicht, etwa 25.000 Soldaten der US-Army stationiert. Im Rahmen einer Umstrukturierung und Stationierungsentscheidung des US-Kongresses (BRAC) sollen im Lauf der nächsten Jahre weitere 20.000 Soldaten zuversetzt werden. Überwiegend handelt es sich dabei um die 1. Panzerdivision der US-Army, die bisher in Deutschland (Wiesbaden) und Fort Riley in Kansas beheimatet war. Mit Zivilpersonal und Familienangehörigen wird der Zuzug etwa 50.000 Personen erreichen. Im Gegenzug wird Fort Bliss seine Flugabwehr-Kapazitäten, darunter mehrere Patriot-Flugabwehrraketenverbände nach Fort Sill in Oklahoma abgeben. Dennoch wird das unter dem Strich zu einer enormen Steigerung der Truppenstärke am Standort Fort Bliss und der Bevölkerung El Pasos führen.
Deutsches Truppenkontingent
Das Deutsche Luftwaffenkommando USA und Kanada und das Taktische Aus- und Weiterbildungszentrum Flugabwehrraketen der Luftwaffe, eine dem Kommando Unterstützungsverbände Luftwaffe unterstellte Auslandsdienststelle, befanden sich in Fort Bliss, El Paso. Hier wurde die Ausbildung deutscher Soldaten am Flugabwehrraketensystem Patriot durchgeführt. Teile der Ausbildung wurden zusammen mit der Ausbildung der Amerikaner nach Oklahoma verlegt. Die deutsche Truppenstärke vor Ort (Stammsoldaten und Lehrgangsteilnehmer) betrug etwa 600 Mann.

## Sport
Die Stadt ist Austragungsort des jährlich stattfindenden Sun Bowl, eines der zahlreichen American-Football-Spiele der NCAA, der Dachgesellschaft des US-amerikanischen Universitätssports. Das Spiel findet im Sun Bowl Stadium auf dem Gelände der University of Texas at El Paso statt.
El Paso beheimatet seit 2014 das Minor League Baseball Team El Paso Chihuahuas, welche ihre Spiele im Southwest University Park austragen.
Seit 2007 findet jährlich der El-Paso-Marathon statt.

## Söhne und Töchter der Stadt
- Guy Kibbee (1882–1956), Film- und Theaterschauspieler
- Werner Vermehren (1890–1986), deutscher Marineoffizier
- A. Arnold Gillespie (1899–1978), Spezialeffekt-Experte und Art Director
- Alexander Brunschwig (1901–1969), Mediziner, Pathologe und Krebsforscher
- Irene Ryan (1902–1973), Schauspielerin
- George R. Irwin (1907–1998), Ingenieurwissenschaftler
- Jim Wynn (1912–1977), R&B-Musiker
- David Hawkins (1913–2002), Philosoph
- Raymond L. Telles Jr. (1915–2013), Politiker und Diplomat, als erster Hispanic Botschafter und Bürgermeister einer US-Großstadt
- John Quebedeaux (1919–1996), Soldat, Geschäftsmann und Politiker
- Howard Schwartz (1919–1990), Kameramann
- Gene Roddenberry (1921–1991), Drehbuchautor, Fernseh- und Filmproduzent und Schöpfer von Star Trek
- Lynne Roberts (1922–1978), Schauspielerin
- Richard Crawford White (1923–1998), Politiker, Vertreter von Texas im US-Repräsentantenhaus
- Rebeca Iturbide (1924–2003), mexikanische Film- und Fernsehschauspielerin
- Paul Moor (1924–2010), deutscher Schriftsteller, Fotograf und Musikkritiker
- Randy Van Horne (1924–2007), Jazz- und Unterhaltungsmusiker
- Carlos Rivas (1925–2003), Schauspieler
- Margaret Varner (* 1927), Badminton-, Tennis-, Squashspielerin
- Alan Cheetham (* 1928), Paläontologe
- Sandra Day O’Connor (1930–2023), Juristin
- John Rechy (* 1931), Schriftsteller
- Debbie Reynolds (1932–2016), Schauspielerin und Sängerin
- Norma G. Hernandez (* 1934), Mathematikerin und Hochschullehrerin
- Jerry M. Patterson (1934–2024), Politiker, Vertreter von Texas im US-Repräsentantenhaus
- Oscar Zeta Acosta (1935–1974), Rechtsanwalt, Schriftsteller, Politiker und Aktivist
- Don Bluth (* 1937), Regisseur, Produzent und Drehbuchautor
- Jimmy Carl Black (1938–2008), Schlagzeuger und Sänger
- Jack Watson (* 1938), Jurist und Politiker
- Phil Ochs (1940–1976), Songwriter
- Vikki Carr (* 1941), Sängerin
- Ronald D. Coleman (* 1941), Politiker, Vertreter von Texas im US-Repräsentantenhaus
- Beau Boulter (* 1942), Politiker, Vertreter von Texas im US-Repräsentantenhaus
- Lupe Ontiveros (1942–2012), Schauspielerin
- Jeff Bingaman (* 1943), Senator
- Eloise Klein Healy (* 1943), Schriftstellerin
- Raul Valdez (* 1944), Ökologe und Mammaloge
- Ed Epstein (* 1946), Jazzmusiker
- Barbara Lee (* 1946), Politikerin, Vertreterin von Kalifornien im US-Repräsentantenhaus
- Jesús Salvador Treviño (* 1946), Filmregisseur und Drehbuchautor
- Thomas Rosales Jr. (* 1948), Schauspieler und Stuntman
- Chavo Guerrero Sr. (1949–2017), Wrestler
- Judith Ivey (* 1951), Schauspielerin
- Frederick Daniel Bunsen (* 1952), US-amerikanisch-deutscher Künstler und Professor für Bildende Kunst
- Cynthia A. Telles (* 1953), Diplomatin und Botschafterin in Costa Rica
- Louis Caldera (* 1956), Politiker, Heeresstaatssekretär und Direktor des White House Military Office
- David A. Warburton (* 1956), Archäologe und Ägyptologe
- Patrick G. Forrester (* 1957), Astronaut
- Susana Martinez (* 1959), Politikerin und Juristin, Gouverneurin von New Mexico
- Miguel Romano Gómez (* 1959), römisch-katholischer Geistlicher, Weihbischof in Guadalajara
- Thomas Haden Church (* 1960), Schauspieler
- Stefen Fangmeier (* 1960), Filmregisseur und Visual Effects Artist
- Michael Petry (* 1960), Installationskünstler, Museumsdirektor und Autor
- Richard Ramírez (1960–2013), Serienmörder
- John Cameron Mitchell (* 1963), Autor, Regisseur und Schauspieler
- Volker Depkat (* 1965), deutsch-US-amerikanischer Historiker
- Ross Puritty (* 1966), Boxer
- James Colliander (* 1967), Mathematiker
- Eddie Guerrero (1967–2005), Wrestler
- Vickie Guerrero (* 1968), Wrestling-Darstellerin
- Veronica Escobar (* 1969), Politikerin, Vertreterin von Texas im US-Repräsentantenhaus
- Shawne Fielding (* 1969), Model
- Paul Ray Smith (1969–2003), Sergeant First Class der US Army
- Chavo Guerrero (* 1970), Wrestler
- George Rivas (1970–2012), Mitglied und Anführer der Ausbrecherbande „Texas Seven“
- Alan Tudyk (* 1971), Theater- und Filmschauspieler
- Andrew Jimenez (* 1972), Drehbuchautor, Regisseur und Animator
- Beto O’Rourke (* 1972), Politiker, Vertreter von Texas im US-Repräsentantenhaus
- Lombardo Boyar (* 1973), Schauspieler
- A. Lee Martinez (* 1973), Fantasy- und Science-Fiction-Autor
- John Moyer (* 1973), Bassist
- Ara Celi (* 1974), Schauspielerin und Synchronsprecherin
- Robert Telles (* 1974 oder 1975), Politiker und verurteilter Mörder
- David Krummenacker (* 1975), Leichtathlet
- Mario Roggow (* 1976), deutscher Moderator, Schauspieler, Stand-Up-Comedian und Coach
- Jorge Arias (* 1977), Wrestler
- Jair Marrufo (* 1977), Fußballschiedsrichter
- Andre Franke (* 1978), deutsch-US-amerikanischer Genetiker und Hochschullehrer
- Dominique Stalder (* 1978), deutscher Schriftsteller
- Nora Zehetner (* 1981), Schauspielerin
- Justin Peach (* 1982), deutsch-US-amerikanischer Dokumentarfilmer und Kameramann
- Gabe Vasquez (* 1984), Politiker, Vertreter von New Mexico im US-Repräsentantenhaus
- Regina Saldivar (* 1985), Schauspielerin
- Sho Kashima (* 1986), Freestyle-Skier
- Isaiah Philmore (* 1989), US-amerikanisch-deutscher Basketballspieler
- Jordan Hinson (* 1991), Schauspielerin
- Blake Smith (* 1991), Fußballspieler
- Diamond Dixon (* 1992), Sprinterin
- Melissa González (* 1994), kolumbianische Leichtathletin
- Marcell Jacobs (* 1994), italienischer Leichtathlet
- Camila Fuentes (* 1995), mexikanische Tennisspielerin
- Zión Moreno (* 1995), mexikanisch-US-amerikanische Schauspielerin
- Alejandro Zendejas (* 1998), US-amerikanisch-mexikanischer Fußballspieler
- Paulina Chávez (* 2002), Schauspielerin
- Santiago Muñoz (* 2002), Fußballspieler
- Ricardo Pepi (* 2003), Fußballspieler
- Fabian Ziems (* 2009), deutscher Kinderdarsteller

## Städtepartnerschaften
El Paso, Texas hat die folgenden Städtepartnerschaften:
| - – Chihuahua, Mexiko - – Jerez de la Frontera, Spanien - – Mérida, Spanien | - – Juárez, Mexiko - – Torreón, Mexiko - – Zacatecas, Mexiko |

## Sonstiges
- El Paso, El Paso County sowie das benachbarte Hudspeth County liegen als einzige Gebiete des Staates Texas nicht in der Central Time Zone (UTC −6). Stattdessen gilt die Mountain Time (UTC −7), wie für weite Teile des Mittelwestens der Vereinigten Staaten (zum Beispiel Colorado, New Mexico und Arizona).